# Саманта Шанън
Саманта Шанън (на английски: Samantha Shannon) е английска писателка на бестселъри в жанра паранормален трилър и дистопично фентъзи.

## Биография и творчество
Саманта Шанън е родена на 8 ноември 1991 г. в Хамърсмит, Западен Лондон, Англия. Започва да пише първия си непубликуван ръкопис „Aurora“ на 15-годишна възраст. В периода 2010 – 2013 г. учи в колежа „Сейнт Ан“ на Оксфордския университет и завършва с бакалавърска степен по английска филология. Специализира в поезията на Емили Дикинсън и принципите на филмовата критика.
През 2013 г. е издаден първият ѝ дистопичен фентъзи роман „Сезонът на костите“ от поредицата „Пейдж Махони“. Сюжетът на романа се развива в 2059 г., в Лондон, който е управлява от „силите за сигурност“ „Сцион“. Главният герой е 19-годишнната Пейдж Махони, която е таен ясновидец и е въвлечена в престъпна мрежа. Тя е отвлечена и затворена във вече „несъществуващият“ Оксфорд, който е превърнат в огромен таен затвор. Тя трябва да намери пътя на свободата и реализацията си. Книгата веднага става бестселър, издадена е в над 20 страни, и я прави известна.
Саманта Шанън живее в Руислип, Голям Лондон.

## Произведения

### Самостоятелни романи
- The Priory of the Orange Tree (2019)

### Серия „Пейдж Махони“ (Bone Season)
1. The Bone Season (2013)
Сезонът на костите, изд.: ИК „Сиела“, София (2014), прев. Деян Кючуков, ISBN 978-954-28-1524-2
2. The Mime Order (2015)
Орденът на ясновидците, изд.: ИК „Сиела“, София (2015), прев. Деян Кючуков, ISBN 978-954-28-1751-2
3. The Song Rising (2016)
4. The Mask Falling (2021)

#### Свързани издания
- On the Merits of Unnaturalness (2015)
- The Pale Dreamer (2016)
- The Dawn Chorus (2020)